# HD 164447
HD 164447，又名BD+19 3494，SAO 103291、HR 6720，是一颗恒星，视星等为6.5，位于銀經45.34，銀緯19.71，其B1900.0坐标为赤經17h 56m 7.5s，赤緯+19° 19.71′ 36″。